# タイ米作局
タイ米作局 (タイ語:กรมการข้าว、英語：Rice Department）は、タイ王国内閣農業・協同組合省の部局の一つ。2005年に設置。 

## 概要
タイ米作局は、米作の研究にかかわる農業・協同組合省の局レベル組織である。23箇所の稲品種センター、種苗開発センターと27箇所の稲研究センターの合計50箇所の施設を全国に持っている。

## 所在地
バンコク チャトゥチャック区 ラートヤーウ地区 パホンヨーティン通り 50 （เลขที่ 50 ถนนพหลโยธิน แขวงลาดยาว เขตจตุจักร กรุงเทพฯ 10900） （カセサート大学構内）

## 部局
- 局事務所（สำนักบริหารกลาง）
- 政策・戦略事務所（สำนักนโยบายและยุทธศาสตร）
- 稲品種事務所 （สำนักเมล็ดพันธุ์ข้าว）
- 稲生産性改良事務所 （สำนักส่งเสริมการผลิตข้าว）
- 稲研究開発事務所（สำนักวิจัยและพัฒนาข้าว）
- 米産品開発事務所 （สำนักพัฒนาผลิตภัณฑ์ข้าว）

## 地方支部局
23箇所の稲品種センターと27箇所の稲研究センターをもつ。

### 稲品種センター
1. チェンマイ稲品種センター （ศูนย์เมล็ดพันธุ์ข้าวเชียงใหม่）
2. ラムパーン稲品種センター （ศูนย์เมล็ดพันธุ์ข้าวลำปาง）
3. パヤオ稲品種センター（ศูนย์เมล็ดพันธุ์ข้าวพะเยา）
4. プレー稲品種センター （ศูนย์เมล็ดพันธุ์ข้าวแพร่ ）
5. カムペーンペット稲品種センター （ศูนย์เมล็ดพันธุ์ข้าวกำแพงเพชร）
6. スコータイ稲品種センター （ศูนย์เมล็ดพันธุ์ข้าวสุโขทัย）
7. ピサヌローク稲品種センター （ศูนย์เมล็ดพันธุ์ข้าวพิษณุโลก）
8. ナコーンサワン稲品種センター （ศูนย์เมล็ดพันธุ์ข้าวนครสวรรค์）
9. チャイナート稲品種センター （ศูนย์เมล็ดพันธุ์ข้าวชัยนาท）
10. ロッブリー稲品種センター （ศูนย์เมล็ดพันธุ์ข้าวลพบุรี）
11. チョンブリー稲品種センター （ศูนย์เมล็ดพันธุ์ข้าวชลบุรี）
12. ラーチャブリー稲品種センター （ศูนย์เมล็ดพันธุ์ข้าวราชบุรี）
13. サコンナコーン稲品種センター （ศูนย์เมล็ดพันธุ์ข้าวสกลนคร）
14. ウドーンターニー稲品種センター （ศูนย์เมล็ดพันธุ์ข้าวอุดรธานี）
15. コーンケーン稲品種センター （ศูนย์เมล็ดพันธุ์ข้าวขอนแก่น）
16. ローイエット稲品種センター （ศูนย์เมล็ดพันธุ์ข้าวร้อยเอ็ด）
17. ナコーンラーチャシーマー稲品種センター （ศูนย์เมล็ดพันธุ์ข้าวนครราชสีมา）
18. スリン稲品種センター （ศูนย์เมล็ดพันธุ์ข้าวสุรินทร์）
19. カーラシン稲品種センター （ศูนย์เมล็ดพันธุ์ข้าวกาฬสินธุ์）
20. ウボンラーチャタニー稲品種センター （ศูนย์เมล็ดพันธุ์ข้าวอุบลราชธานี）
21. スラーターニー稲品種センター （ศูนย์เมล็ดพันธุ์ข้าวสุราษฎร์ธานี）
22. パッタルン稲品種センター （ศูนย์เมล็ดพันธุ์ข้าวพัทลุง）
23. パッターニー稲品種センター （ศูนย์เมล็ดพันธุ์ข้าวป้ตตานี）

### 稲研究センター
1. プレー稲研究センター （ศูนย์วิจัยข้าวแพร่）
2. チェンラーイ稲研究センター （ศูนย์วิจัยข้าวเชียงราย）
3. チェンマイ稲研究センター（ศูนย์วิจัยข้าวเชียงใหม่）
4. メーホーンソーン稲研究センター （ศูนย์วิจัยข้าวแม่ฮ่องสอน）
5. サムーン稲研究センター （ศูนย์วิจัยข้าวสะเมิง） （チェンマイ）
6. サコーンナコーン稲研究センター （ศูนย์วิจัยข้าวสกลนคร）
7. ノーンカーイ稲研究センター （ศูนย์วิจัยข้าวหนองคาย）
8. ウドーンターニー稲研究センター （ศูนย์วิจัยข้าวอุดรธานี）
9. コーンケーン稲研究センター （ศูนย์วิจัยข้าวขอนแก่น）
10. チュムペー稲研究センター （ศูนย์วิจัยข้าวชุมแพ）（コーンケーン）
11. ウボンラーチャターニー稲研究センター （ศูนย์วิจัยข้าวอุบลราชธานี）
12. スリン稲研究センター （ศูนย์วิจัยข้าวสุรินทร์）
13. ナコーンラーチャシーマー稲研究センター （ศูนย์วิจัยข้าวนครราชสีมา）
14. ピサヌローク稲研究センター （ศูนย์วิจัยข้าวพิษณุโลก）
15. チャイナート稲研究センター （ศูนย์วิจัยข้าวชัยนาท）
16. ロッブリー稲研究センター （ศูนย์วิจัยข้าวลพบุรี）
17. プラーチーンブリー稲研究センター （ศูนย์วิจัยข้าวปราจีนบุรี）
18. アユタヤ稲研究センター （ศูนย์วิจัยข้าวพระนครศรีอยุธยา）
19. パトゥンターニー稲研究センター （ศูนย์วิจัยข้าวปทุมธานี）
20. クローンルワン稲研究センター （ศูนย์วิจัยข้าวคลองหลวง）（パトゥムターニー）
21. スパンブリー稲研究センター （ศูนย์วิจัยข้าวสุพรรณบุรี）
22. ラーチャブリー稲研究センター （ศูนย์วิจัยข้าวราชบุรี）
23. チャチューンサオ稲研究センター （ศูนย์วิจัยข้าวฉะเชิงเทรา）
24. パッタルン稲研究センター （ศูนย์วิจัยข้าวพัทลุง）
25. ナコーンシータンマラート稲研究センター （ศูนย์วิจัยข้าวนครศรีธรรมราช）
26. パッターニー稲研究センター （ศูนย์วิจัยข้าวป้ตตานี）
27. クラビー稲研究センター （ศูนย์วิจัยข้าวกระบี่）

## 関連プロジェクト

### 稲情報データバンク
稲情報データバンク(องค์ความรู้เรื่องข้าว、Rice Knowledge Bank-RKB) と呼ばれる稲の情報を提供するウェブサイトが、「情報技術を用いた連携の拡張とニーズ調査 （LEARN-IT）」計画の下フィリッピンの国際稲研究所の協力とアジア開発銀行の資金援助により立ち上げられている。

## 関連事項
- 農業・協同組合省 (タイ)